# Maria Herlinde Moises
Sr. Maria Herlinde Moises (* 1928 in Bad Hofgastein; † 20. November 2006 in Cartagena, Kolumbien) war eine österreichische Missionarin.

## Leben
Moises absolvierte nach der Volks- und Hauptschule in Bad Hofgastein die Lehrerbildungsanstalt in der Stadt Salzburg. Nach dem Eintritt bei den Franziskaner Missionsschwestern in Gaißau und dem Abschluss ihrer Ausbildung zur Lehrerin reiste sie 1952 in die Mission nach Kolumbien. Im Orden wirkte sie als Lehrerin, Inspektorin und Organisatorin des Eucharistischen Weltkongresses. 1965 gründete sie die sozial-christliche Stiftung Fundación Social Cristiana (Funscri), die sich für bessere Lebensbedingungen der afro-kolumbianischen Bevölkerung einsetzt. Sie gab Unterricht und war Direktorin an verschiedenen Schulen. Moises setzte sich über 55 Jahre lang für die unterdrückte kolumbianische Bevölkerung ein.
Eine nach ihr benannte Flüchtlingssiedlung am Rand von Cartagena, in der etwa 2000 Menschen lebten, wurde am 11. Februar 2008 von der Polizei geräumt. Das Stadtviertel wurde aber später wieder aufgebaut, zahlreiche internationale Protestbriefe erwirkten eine friedliche Lösung. Das „Barrio Madre Herlinda Moises“ wächst langsam, verfügt jedoch immer noch über keine Infrastruktur. Am 24. März 2010 jährt sich die Gründung (beziehungsweise Neuaufbau) des Armenviertels zum zweiten Mal.
Moises starb am 20. November 2006 in Kolumbien an Krebs.
Nach ihrem Tod wurde die von ihr gegründete Stiftung umbenannt und heißt heute „Fundación Madre Herlinda Moises“.

## Auszeichnungen
- Eugenio-Biffi-Kreuz
- Papst-Leo-Preis (1989)
- Erzbischof-Oscar-Romero-Preis (1982)